# Злобино (Серпуховский район)

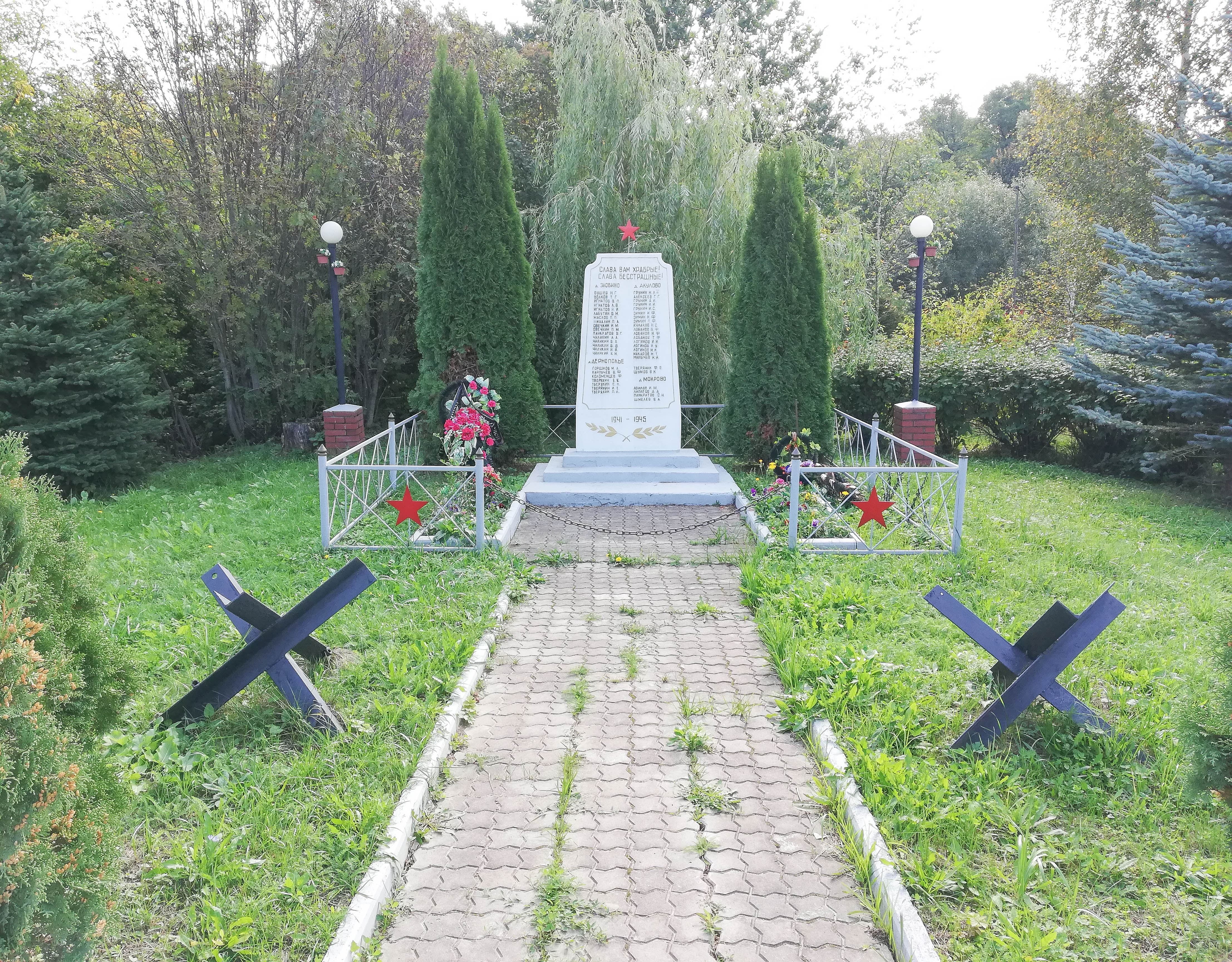
Памятник жителям Злобино и близлежащих деревень, павших в Великую Отечественную войну

Злобино — деревня в Серпуховском районе Московской области. Входит в состав Дашковского сельского поселения (до 29 ноября 2006 года входила в состав Глазовского сельского округа).

## Население
| 2002 | 2006 | 2010 | 2015 |
| ---- | ---- | ---- | ---- |
| 15   | ↘14  | ↗16  | ↗25  |

## География
Злобино расположено примерно в 11 км (по шоссе) на северо-запад от Серпухова, на безымянном притоке реки Нара, высота центра деревни над уровнем моря — 147 м. На 2016 год в деревне зарегистрировано 7 садовых товариществ.